# بوب بورنس
بوب بورنس (بالفرنسية: Bob Burns)‏ (و. 1884 – 1957 م) هو ممثل، من الولايات المتحدة الأمريكية، ولد في غلينديف، مونتانا، توفي في لوس أنجلوس، عن عمر يناهز 73 عاماً.

## وصلات خارجية
- بوب بورنس على موقع IMDb (الإنجليزية)
- بوب بورنس على موقع أول موفي (الإنجليزية)
- بوب بورنس على موقع قاعدة بيانات الفيلم (الإنجليزية)
- بوب بورنس على موقع كينوبويسك (الروسية)